# Le soleil se lève aussi (film, 2007)
Pour les articles homonymes, voir Le soleil se lève aussi (homonymie).
Pour plus de détails, voir Fiche technique et Distribution.
Le soleil se lève aussi (太阳照常升起, Tai yang zhao chang sheng qi) est un film chinois réalisé par Jiang Wen, sorti en 2007.

## Synopsis
Quatre contes surréalistes entremêlent deux destins.

## Fiche technique
- Titre : Le soleil se lève aussi
- Titre original : 太阳照常升起 (Tai yang zhao chang sheng qi)
- Réalisation : Jiang Wen
- Scénario : Guo Shixing, Jiang Wen et Shu Ping d'après le roman Velvet de Ye Mi
- Musique : Joe Hisaishi
- Photographie : Lee Ping-bin, Yang Tao et Zhao Fei
- Montage : Jiang Wen et Zhang Yifan
- Production : Albert Lee
- Société de production : Beijing Bu Yi Le Hu Film Company, Beijing Taihe Film Investment, China Film Co-Production et Emperor Motion Pictures
- Société de distribution : Pretty Pictures (France)
- Pays :  Chine
- Genre : Drame et fantastique
- Durée : 116 minutes
- Dates de sortie : 
  -  Chine : 21 septembre 2007
  -  France : 13 août 2008

## Distribution
- Jiang Wen : le professeur Tang
- Joan Chen : Dr. Lin
- Anthony Wong Chau-sang : le professeur Liang
- Jaycee Chan : le fils
- Zhou Yun : la mère folle
- Kong Wei : la femme de Tang
- Chen Lei : le petit Chen
- Chen Wei : le vieux Wang
- Li Guiping : Hei-mei, la beauté noire
- Su Lika : Bai-mei, la beauté blanche
- Li Xinqing : Tang Mei
- Pan Lei : A Lei
- Wu Xiguo : le vieux Wu
- Xi Zi : le vieux Li

## Distinctions
Le film a été nommé cinq Asian Film Awards et en a remporté deux : meilleur second rôle féminin pour Joan Chen et meilleure direction artistique.